# 분당스퀘어
분당스퀘어(영어: Bundang Square), (구 삼성물산 본사, 구 삼성플라자)는 대한민국 경기도 성남시 분당구 황새울로360번길 42 (서현동 263)에 위치한 빌딩이다. 원래는 삼성물산 본사였으나 이후 분당스퀘어가 되었다.
1992년에 착공하여 1997년에 완공하였고 10월 8일 사용승인이 되었다. 삼성플라자를 2007년에 인수하였다.